# Палеолози
Палеолозите (на гръцки: Παλαιολόγοι) са византийски аристократичен род (ср. 11-ти век – 1261), явяващ се последната и най-дълго управлявала императорска династия във Византия (1261 – 1453), деспоти на Морея (1383 – 1460) и маркизи на Монферат (1306 – 1533).

## Ранни Палеолози (ср. 11-ти век – 1261)
Първият известен представител на византийската аристократична фамилия е Никифор Палеолог, който живее в средата на 11-ти век. Неговият по-малък син Николай († ок. 1081) умира неженен, а по-големият Георги (1068 – 1110), сключва брак с Анна, дъщеря на доместика Андроник Дука. Нейната сестра Ирина е съпруга на византийския император Алексий I Комнин. По този начин Палеолозите биват приети в средите на висшата константинополска аристокрация. Георги Палеолог има четирима синове: Никифор, Андроник (1083/85 – 1115/18), умрял неженен, Михаил и Алексий (* 1095/1100). Севаст Михаил се жени за дъщеря на Теодор Дасиота и има син Алексий и внучка Теодора. Алексий, четвъртият син на Георги Палеолог, е женен за Анна, дъщеря на великия доместик Адриан Комнин. Баща е на три деца: Георги (1125/26 – 1167/70), неизвестна по име дъщеря, омъжена за Йоан Вриений и Константин. Двамата синове получават титлата „севаст“. Син на Георги е Алексий († 1203), който сключва брак с Ирина, дъщеря на ромейския василевс Алексий III Ангел. Тъстът му го определя за свой наследник, но той не получава възможност да се възкачи на престола. Дъщеря му Теодора става съпруга на своя братовчед, великия доместик Андроник Комнин Палеолог, представител на старшия клон на фамилията.
Никифор, първородният син на Георги Палеолог и на Анна Дукина, има син на име Михаил Дука Палеолог. Михаил е баща на Алексий, който взема за съпруга Ирина Комнина. От брака им се раждат двама синове: Михаил и Андроник. Андроник заема поста „велик доместик на Никейската империя“. Той се жени за за своята братовчедка Теодора, дъщеря на Алексий Палеолог. Раждат му се пет деца: Мария-Марта, омъжена за Никифор Тарханиот; Ирина-Евлогия, съпруга на Йоан Ангел Кантакузин, сред чиито дъщери е Мария, сключила последователно брак с българските царе Константин Тих Асен и Ивайло; Михаил VIII Палеолог, бъдещия византийски император; Йоан; Константин.
Деспот (севастократор) Йоан, вторият син на Андроник, няма потомци от своята съпруга, дъщеря на Константин Торник. По-малкият му брат Константин получава ръката на Ирина Комнина Вранина, която става майка на пет деца: Михаил Комнин Врана; Андроник Врана, женен за Анна Глава; Мария, омъжена за Исак Торник; Теодора, сключила брак с Йоан Синадин; Смилцена, съпруга на българския цар Смилец.

### Родословие
| Андроник Дука     | Андроник Дука     | Андроник Дука     | Андроник Дука     | Андроник Дука     | Андроник Дука     |             |             | Мария Българска   | Мария Българска   | Мария Българска   | Мария Българска   | Мария Българска   | Мария Българска   |                     |                     | Никифор Палеолог    | Никифор Палеолог    | Никифор Палеолог    | Никифор Палеолог    | Никифор Палеолог  | Никифор Палеолог  |                   |                   | Адриан Комнин     | Адриан Комнин     | Адриан Комнин     | Адриан Комнин     | Адриан Комнин       | Адриан Комнин       |                     |                     | Зоя Дукина          | Зоя Дукина          | Зоя Дукина          | Зоя Дукина          | Зоя Дукина          | Зоя Дукина          |                      |                      |                      |                      |                      |                      | Димитър Палеолог  | Димитър Палеолог  | Димитър Палеолог | Димитър Палеолог | Димитър Палеолог    | Димитър Палеолог    |                     |                     |                     |                     |  |  |
| Андроник Дука     | Андроник Дука     | Андроник Дука     | Андроник Дука     | Андроник Дука     | Андроник Дука     |             |             | Мария Българска   | Мария Българска   | Мария Българска   | Мария Българска   | Мария Българска   | Мария Българска   |                     |                     | Никифор Палеолог    | Никифор Палеолог    | Никифор Палеолог    | Никифор Палеолог    | Никифор Палеолог  | Никифор Палеолог  |                   |                   | Адриан Комнин     | Адриан Комнин     | Адриан Комнин     | Адриан Комнин     | Адриан Комнин       | Адриан Комнин       |                     |                     | Зоя Дукина          | Зоя Дукина          | Зоя Дукина          | Зоя Дукина          | Зоя Дукина          | Зоя Дукина          |                      |                      |                      |                      |                      |                      | Димитър Палеолог  | Димитър Палеолог  | Димитър Палеолог | Димитър Палеолог | Димитър Палеолог    | Димитър Палеолог    |                     |                     |                     |                     |  |  |
|                   |                   |                   |                   |                   |                   |             |             |                   |                   |                   |                   |                   |                   |                     |                     |                     |                     |                     |                     |                   |                   |                   |                   |                   |                   |                   |                   |                     |                     |                     |                     |                     |                     |                     |                     |                     |                     |                      |                      |                      |                      |                      |                      |                   |                   |                  |                  |                     |                     |                     |                     |                     |                     |  |  |
|                   |                   |                   |                   |                   |                   |             |             |                   |                   |                   |                   |                   |                   |                     |                     |                     |                     |                     |                     |                   |                   |                   |                   |                   |                   |                   |                   |                     |                     |                     |                     |                     |                     |                     |                     |                     |                     |                      |                      |                      |                      |                      |                      |                   |                   |                  |                  |                     |                     |                     |                     |                     |                     |  |  |
|                   |                   |                   |                   | Анна Дукина       | Анна Дукина       | Анна Дукина | Анна Дукина | Анна Дукина       | Анна Дукина       |                   |                   | Георги Палеолог   | Георги Палеолог   | Георги Палеолог     | Георги Палеолог     | Георги Палеолог     | Георги Палеолог     |                     |                     | Николай Палеолог  | Николай Палеолог  | Николай Палеолог  | Николай Палеолог  | Николай Палеолог  | Николай Палеолог  |                   |                   | Алексий Комнин      | Алексий Комнин      | Алексий Комнин      | Алексий Комнин      | Алексий Комнин      | Алексий Комнин      |                     |                     | Ирина Синадина      | Ирина Синадина      | Ирина Синадина       | Ирина Синадина       | Ирина Синадина       | Ирина Синадина       |                      |                      | Георги Палеолог   | Георги Палеолог   | Георги Палеолог  | Георги Палеолог  | Георги Палеолог     | Георги Палеолог     |                     |                     |                     |                     |  |  |
|                   |                   |                   |                   | Анна Дукина       | Анна Дукина       | Анна Дукина | Анна Дукина | Анна Дукина       | Анна Дукина       |                   |                   | Георги Палеолог   | Георги Палеолог   | Георги Палеолог     | Георги Палеолог     | Георги Палеолог     | Георги Палеолог     |                     |                     | Николай Палеолог  | Николай Палеолог  | Николай Палеолог  | Николай Палеолог  | Николай Палеолог  | Николай Палеолог  |                   |                   | Алексий Комнин      | Алексий Комнин      | Алексий Комнин      | Алексий Комнин      | Алексий Комнин      | Алексий Комнин      |                     |                     | Ирина Синадина      | Ирина Синадина      | Ирина Синадина       | Ирина Синадина       | Ирина Синадина       | Ирина Синадина       |                      |                      | Георги Палеолог   | Георги Палеолог   | Георги Палеолог  | Георги Палеолог  | Георги Палеолог     | Георги Палеолог     |                     |                     |                     |                     |  |  |
|                   |                   |                   |                   |                   |                   |             |             |                   |                   |                   |                   |                   |                   |                     |                     |                     |                     |                     |                     |                   |                   |                   |                   |                   |                   |                   |                   |                     |                     |                     |                     |                     |                     |                     |                     |                     |                     |                      |                      |                      |                      |                      |                      |                   |                   |                  |                  |                     |                     |                     |                     |                     |                     |  |  |
|                   |                   |                   |                   |                   |                   |             |             |                   |                   |                   |                   |                   |                   |                     |                     |                     |                     |                     |                     |                   |                   |                   |                   |                   |                   |                   |                   |                     |                     |                     |                     |                     |                     |                     |                     |                     |                     |                      |                      |                      |                      |                      |                      |                   |                   |                  |                  |                     |                     |                     |                     |                     |                     |  |  |
| Никифор Палеолог  | Никифор Палеолог  | Никифор Палеолог  | Никифор Палеолог  | Никифор Палеолог  | Никифор Палеолог  |             |             | Андроник Палеолог | Андроник Палеолог | Андроник Палеолог | Андроник Палеолог | Андроник Палеолог | Андроник Палеолог |                     |                     | Алексий Палеолог    | Алексий Палеолог    | Алексий Палеолог    | Алексий Палеолог    | Алексий Палеолог  | Алексий Палеолог  |                   |                   |                   |                   |                   |                   |                     |                     |                     |                     | Анна Комнина        | Анна Комнина        | Анна Комнина        | Анна Комнина        | Анна Комнина        | Анна Комнина        |                      |                      |                      |                      |                      |                      | Роман Палеолог    | Роман Палеолог    | Роман Палеолог   | Роман Палеолог   | Роман Палеолог      | Роман Палеолог      |                     |                     |                     |                     |  |  |
| Никифор Палеолог  | Никифор Палеолог  | Никифор Палеолог  | Никифор Палеолог  | Никифор Палеолог  | Никифор Палеолог  |             |             | Андроник Палеолог | Андроник Палеолог | Андроник Палеолог | Андроник Палеолог | Андроник Палеолог | Андроник Палеолог |                     |                     | Алексий Палеолог    | Алексий Палеолог    | Алексий Палеолог    | Алексий Палеолог    | Алексий Палеолог  | Алексий Палеолог  |                   |                   |                   |                   |                   |                   |                     |                     |                     |                     | Анна Комнина        | Анна Комнина        | Анна Комнина        | Анна Комнина        | Анна Комнина        | Анна Комнина        |                      |                      |                      |                      |                      |                      | Роман Палеолог    | Роман Палеолог    | Роман Палеолог   | Роман Палеолог   | Роман Палеолог      | Роман Палеолог      |                     |                     |                     |                     |  |  |
|                   |                   |                   |                   |                   |                   |             |             |                   |                   |                   |                   |                   |                   |                     |                     |                     |                     |                     |                     |                   |                   |                   |                   |                   |                   |                   |                   |                     |                     |                     |                     |                     |                     |                     |                     |                     |                     |                      |                      |                      |                      |                      |                      |                   |                   |                  |                  |                     |                     |                     |                     |                     |                     |  |  |
|                   |                   |                   |                   |                   |                   |             |             |                   |                   |                   |                   |                   |                   |                     |                     |                     |                     |                     |                     |                   |                   |                   |                   |                   |                   |                   |                   |                     |                     |                     |                     |                     |                     |                     |                     |                     |                     |                      |                      |                      |                      |                      |                      |                   |                   |                  |                  |                     |                     |                     |                     |                     |                     |  |  |
| Михаил Палеолог   | Михаил Палеолог   | Михаил Палеолог   | Михаил Палеолог   | Михаил Палеолог   | Михаил Палеолог   |             |             | Йоан Вриений      | Йоан Вриений      | Йоан Вриений      | Йоан Вриений      | Йоан Вриений      | Йоан Вриений      |                     |                     | дъщеря              | дъщеря              | дъщеря              | дъщеря              | дъщеря            | дъщеря            |                   |                   | Георги Палеолог   | Георги Палеолог   | Георги Палеолог   | Георги Палеолог   | Георги Палеолог     | Георги Палеолог     |                     |                     | Константин Палеолог | Константин Палеолог | Константин Палеолог | Константин Палеолог | Константин Палеолог | Константин Палеолог |                      |                      | Алексий III Ангел    | Алексий III Ангел    | Алексий III Ангел    | Алексий III Ангел    | Алексий III Ангел | Алексий III Ангел |                  |                  | Ефросина Каматирина | Ефросина Каматирина | Ефросина Каматирина | Ефросина Каматирина | Ефросина Каматирина | Ефросина Каматирина |  |  |
| Михаил Палеолог   | Михаил Палеолог   | Михаил Палеолог   | Михаил Палеолог   | Михаил Палеолог   | Михаил Палеолог   |             |             | Йоан Вриений      | Йоан Вриений      | Йоан Вриений      | Йоан Вриений      | Йоан Вриений      | Йоан Вриений      |                     |                     | дъщеря              | дъщеря              | дъщеря              | дъщеря              | дъщеря            | дъщеря            |                   |                   | Георги Палеолог   | Георги Палеолог   | Георги Палеолог   | Георги Палеолог   | Георги Палеолог     | Георги Палеолог     |                     |                     | Константин Палеолог | Константин Палеолог | Константин Палеолог | Константин Палеолог | Константин Палеолог | Константин Палеолог |                      |                      | Алексий III Ангел    | Алексий III Ангел    | Алексий III Ангел    | Алексий III Ангел    | Алексий III Ангел | Алексий III Ангел |                  |                  | Ефросина Каматирина | Ефросина Каматирина | Ефросина Каматирина | Ефросина Каматирина | Ефросина Каматирина | Ефросина Каматирина |  |  |
|                   |                   |                   |                   |                   |                   |             |             |                   |                   |                   |                   |                   |                   |                     |                     |                     |                     |                     |                     |                   |                   |                   |                   |                   |                   |                   |                   |                     |                     |                     |                     |                     |                     |                     |                     |                     |                     |                      |                      |                      |                      |                      |                      |                   |                   |                  |                  |                     |                     |                     |                     |                     |                     |  |  |
|                   |                   |                   |                   |                   |                   |             |             |                   |                   |                   |                   |                   |                   |                     |                     |                     |                     |                     |                     |                   |                   |                   |                   |                   |                   |                   |                   |                     |                     |                     |                     |                     |                     |                     |                     |                     |                     |                      |                      |                      |                      |                      |                      |                   |                   |                  |                  |                     |                     |                     |                     |                     |                     |  |  |
| Алексий Палеолог  | Алексий Палеолог  | Алексий Палеолог  | Алексий Палеолог  | Алексий Палеолог  | Алексий Палеолог  |             |             | Ирина Комнина     | Ирина Комнина     | Ирина Комнина     | Ирина Комнина     | Ирина Комнина     | Ирина Комнина     |                     |                     |                     |                     |                     |                     |                   |                   |                   |                   | Алексий Палеолог  | Алексий Палеолог  | Алексий Палеолог  | Алексий Палеолог  | Алексий Палеолог    | Алексий Палеолог    |                     |                     | Ирина Комнина       | Ирина Комнина       | Ирина Комнина       | Ирина Комнина       | Ирина Комнина       | Ирина Комнина       |                      |                      | Теодор I Ласкарис    | Теодор I Ласкарис    | Теодор I Ласкарис    | Теодор I Ласкарис    | Теодор I Ласкарис | Теодор I Ласкарис |                  |                  | Анна Ангелина       | Анна Ангелина       | Анна Ангелина       | Анна Ангелина       | Анна Ангелина       | Анна Ангелина       |  |  |
| Алексий Палеолог  | Алексий Палеолог  | Алексий Палеолог  | Алексий Палеолог  | Алексий Палеолог  | Алексий Палеолог  |             |             | Ирина Комнина     | Ирина Комнина     | Ирина Комнина     | Ирина Комнина     | Ирина Комнина     | Ирина Комнина     |                     |                     |                     |                     |                     |                     |                   |                   |                   |                   | Алексий Палеолог  | Алексий Палеолог  | Алексий Палеолог  | Алексий Палеолог  | Алексий Палеолог    | Алексий Палеолог    |                     |                     | Ирина Комнина       | Ирина Комнина       | Ирина Комнина       | Ирина Комнина       | Ирина Комнина       | Ирина Комнина       |                      |                      | Теодор I Ласкарис    | Теодор I Ласкарис    | Теодор I Ласкарис    | Теодор I Ласкарис    | Теодор I Ласкарис | Теодор I Ласкарис |                  |                  | Анна Ангелина       | Анна Ангелина       | Анна Ангелина       | Анна Ангелина       | Анна Ангелина       | Анна Ангелина       |  |  |
|                   |                   |                   |                   |                   |                   |             |             |                   |                   |                   |                   |                   |                   |                     |                     |                     |                     |                     |                     |                   |                   |                   |                   |                   |                   |                   |                   |                     |                     |                     |                     |                     |                     |                     |                     |                     |                     |                      |                      |                      |                      |                      |                      |                   |                   |                  |                  |                     |                     |                     |                     |                     |                     |  |  |
|                   |                   |                   |                   |                   |                   |             |             |                   |                   |                   |                   |                   |                   |                     |                     |                     |                     |                     |                     |                   |                   |                   |                   |                   |                   |                   |                   |                     |                     |                     |                     |                     |                     |                     |                     |                     |                     |                      |                      |                      |                      |                      |                      |                   |                   |                  |                  |                     |                     |                     |                     |                     |                     |  |  |
| Михаил Палеолог   | Михаил Палеолог   | Михаил Палеолог   | Михаил Палеолог   | Михаил Палеолог   | Михаил Палеолог   |             |             | неизв.            | неизв.            | неизв.            | неизв.            | неизв.            | неизв.            |                     |                     |                     |                     |                     |                     | Андроник Палеолог | Андроник Палеолог | Андроник Палеолог | Андроник Палеолог | Андроник Палеолог | Андроник Палеолог |                   |                   | Теодора Палеологина | Теодора Палеологина | Теодора Палеологина | Теодора Палеологина | Теодора Палеологина | Теодора Палеологина |                     |                     | Андроник Палеолог   | Андроник Палеолог   | Андроник Палеолог    | Андроник Палеолог    | Андроник Палеолог    | Андроник Палеолог    |                      |                      | Ирина Ласкарина   | Ирина Ласкарина   | Ирина Ласкарина  | Ирина Ласкарина  | Ирина Ласкарина     | Ирина Ласкарина     |                     |                     |                     |                     |  |  |
| Михаил Палеолог   | Михаил Палеолог   | Михаил Палеолог   | Михаил Палеолог   | Михаил Палеолог   | Михаил Палеолог   |             |             | неизв.            | неизв.            | неизв.            | неизв.            | неизв.            | неизв.            |                     |                     |                     |                     |                     |                     | Андроник Палеолог | Андроник Палеолог | Андроник Палеолог | Андроник Палеолог | Андроник Палеолог | Андроник Палеолог |                   |                   | Теодора Палеологина | Теодора Палеологина | Теодора Палеологина | Теодора Палеологина | Теодора Палеологина | Теодора Палеологина |                     |                     | Андроник Палеолог   | Андроник Палеолог   | Андроник Палеолог    | Андроник Палеолог    | Андроник Палеолог    | Андроник Палеолог    |                      |                      | Ирина Ласкарина   | Ирина Ласкарина   | Ирина Ласкарина  | Ирина Ласкарина  | Ирина Ласкарина     | Ирина Ласкарина     |                     |                     |                     |                     |  |  |
|                   |                   |                   |                   |                   |                   |             |             |                   |                   |                   |                   |                   |                   |                     |                     |                     |                     |                     |                     |                   |                   |                   |                   |                   |                   |                   |                   |                     |                     |                     |                     |                     |                     |                     |                     |                     |                     |                      |                      |                      |                      |                      |                      |                   |                   |                  |                  |                     |                     |                     |                     |                     |                     |  |  |
|                   |                   |                   |                   |                   |                   |             |             |                   |                   |                   |                   |                   |                   |                     |                     |                     |                     |                     |                     |                   |                   |                   |                   |                   |                   |                   |                   |                     |                     |                     |                     |                     |                     |                     |                     |                     |                     |                      |                      |                      |                      |                      |                      |                   |                   |                  |                  |                     |                     |                     |                     |                     |                     |  |  |
| Андроник Палеолог | Андроник Палеолог | Андроник Палеолог | Андроник Палеолог | Андроник Палеолог | Андроник Палеолог |             |             |                   |                   |                   |                   |                   |                   | Константин Палеолог | Константин Палеолог | Константин Палеолог | Константин Палеолог | Константин Палеолог | Константин Палеолог |                   |                   | Мария Палеологина | Мария Палеологина | Мария Палеологина | Мария Палеологина | Мария Палеологина | Мария Палеологина |                     |                     | Ирина Палеологина   | Ирина Палеологина   | Ирина Палеологина   | Ирина Палеологина   | Ирина Палеологина   | Ирина Палеологина   |                     |                     | Михаил VIII Палеолог | Михаил VIII Палеолог | Михаил VIII Палеолог | Михаил VIII Палеолог | Михаил VIII Палеолог | Михаил VIII Палеолог |                   |                   | Йоан Палеолог    | Йоан Палеолог    | Йоан Палеолог       | Йоан Палеолог       | Йоан Палеолог       | Йоан Палеолог       |                     |                     |  |  |

## Византийски императори

### Михаил VIII Палеолог (1261 – 1282)
Най-големият от синовете на великия доместик на Никейската империя Андроник Комнин Палеолог, Михаил си спечелва славата на талантлив военачалник по времето на император Йоан III Дука Ватаци, който му поверява длъжността „велик коноставъл“ (главнокомандващ армията). Той поема в свои ръце властта над Никея и е провъзгласен за съимператор на малолетния Йоан IV Дука Ласкарис (1259) под името Михаил VIII. За да спечели на своя страна аристокрацията, превръща прониите в наследствени владения. Победоносна е първата му война с Епир, която омаломощава значително тази балканска държава. През 1261 г. войските му превземат Константинопол и слагат край на Латинската империя, а Михаил VIII Палеолог (1261 – 1282) е коронован за василевс на възстановена Византия. Скоро след това ослепява и отстранява от трона Йоан IV Дука Ласкарис. Води политика на сближаване с генуезците, врагове на спечелилата силна позиция в Източното Средиземноморие Венеция, а за да неутрализира опитите на сицилианския крал Карло I д’Анжу да проникне на Балканския полуостров, приема през 1274 г. крайно непопулярната Лионска уния с Римокатолическата църква. По този начин успява да стабилизира границите на империята откъм запад, но напълно изоставя отбраната на Мала Азия, изложена на нападенията на тюркски племена. Същевременно Сърбия започва да се превръща в заплаха за Византия, италианските републики държат в свои ръце контрола на търговията ѝ, а държавната хазна е постоянно празна. Михаил VIII Палеолог умира, загубил всякаква популярност сред поданиците си.
От брака си с Теодора Дука Ватаци (†1304) императорът има шест деца, а от извънбрачните си връзки още три деца:
1. Мануил, починал преди баща си;
2. Андроник II Палеолог (25.3.1259 – 13.2.1332), следващия византийски император;
3. Константин (†1306), женен за Ирина Раулина, от която има един син:
  1. Йоан Палеолог, женен за Ирина, дъщеря на Теодор Метохит:
    1. Мария Палеологина (ок. 1312 – 1355), омъжена (1324) за сръбския крал Стефан Урош III.
4. Ирина, омъжена за българския цар Иван III Асен;
5. Анна, омъжена за Димитър Дука Комнин Кутрулис, син на епирския владетел Михаил II Комнин;
6. Евдокия (†1302), омъжена за трапезундския император Йоан II Велики Комнин.

От извънбрачните му връзки са децата:
1. Теодор;
2. Ефросина, омъжена за татарския вожд Ногай;
3. Мария-Деспина, омъжена за Абага хан, предводител на Златната орда.[1][2]

### Андроник II Палеолог (1282 – 1328) и Михаил IX Палеолог (1295 – 1320)
Андроник II Палеолог (1282 – 1328), наследил Михаил VIII Палеолог, се опитва да преодолее кризата, обхванала Византия. Той слага край на унията с Рим, реформира съдебната система и покровителства развитието на литературата и изкуствата. Въпреки, че постига успех с анексирането на деспотство Тесалия (1318), постоянната заплаха от страна на Сърбия, България, латините и Епир го принуждава да премине към отбранителни действия. Византия си спечелва нов враг в лицето на османските турци, които в края на 13-ти век започват първите си завоевания в Мала Азия. Неспособен да им се противопостави с наличните си сили, императорът наема каталунски рицари, предвождани от Роже дьо Фльор. Те спират настъплението на османците, но скоро след това се опитват да превърнат василевса в свой заложник. След убийството на техния предводител каталунците опустошават византийска Тракия, а през 1308 г. се прехвърлят в Централна Гърция и се укрепват в земите на Атинското херцогство. През 1321 г. срещу Андроник II се надига внукът му Андроник III Палеолог. Започналата дълга гражданска война (1321 – 1328) допълнително изтощава силите на империята. През 1328 г. василевсът губи престола си, принуден е да се замонаши и умира в крайна бедност през 1332 г.
Първата съпруга (от 1274) на Андроник II е Анна († ок. 1284), дъщеря на унгарския крал Ищван V, от която има двама синове. От втория си брак през 1284 г. с Ирина (Йоланта) (1274 – 1317), дъщеря на Гулиелмо VII ди Монферат има четири деца. Императорът има и две извънбрачни дъщери:
1. Михаил IX Палеолог (1) (1277 – 12.10.1320), съимператор на Андроник II Палеолог;
2. Константин (1) (1281 – 1334), не оставя потомци;
3. Йоан (2) (1286 – 1307), женен за Ирина Хумнина (ок. 1292 – ок. 1355), от която няма деца;
4. Теодор I Палеолог (2) (1292 – 1338), основател на клона Палеолог-Монферат;
5. Симонида (2) (1293 – 1340), омъжена (1299) за сръбския крал Стефан II Милутин;
6. Димитър (2) (1295 – 1343):
  1. Ирина, омъжена за Матей Кантакузин, син на византийския император Йоан VI Кантакузин;
7. Мария (извънбрачна), омъжена за хан Токту, предводител на Златната орда;
8. Ирина (извънбрачна), омъжена за Йоан II Ангел Дука, деспот на Тесалия.[2]

Михаил IX Палеолог (1295 – 1320), първородният син на Андроник II Палеолог, е коронован за съуправител на баща си. Той няма пълководчески дарби и претърпява тежко поражение от османските турци през 1302 г. в битката при Магнезия. По-късно се противопоставя на каталунските отряди, наети от баща му. Допуска убийството на техния вожд Роже дьо Фльор заедно с цялата му свита по време на един празник през 1307 г. край Адрианопол, вследствие на което наемниците опустошават Тракия. Женен е за арменската принцеса Рита-Мария (1278 – 1333) и е баща на:
1. Андроник III Палеолог (1297 – 15.6.1341), следващ император на Византия;
2. Мануил († 1320);
3. Анна, ∞ (1) за епирския деспот Тома I Комнин († 1318), ∞ (2) за епирския деспот Николай Орсини († 1323);
4. Теодора († 1330), ∞ (1) за българския цар Тодор Светослав, ∞ (2) за българския цар Михаил III Шишман Асен.[1]

### Андроник III Палеолог (1328 – 1341)
Михаил IX Палеолог на успява да преживее убийството на по-малкия си син, деспот Мануил (1320), от хора на първородния му син Андроник III Палеолог и умира от скръб същата година. Андроник III Палеолог излиза победител от гражданската война с дядо си Андроник II Палеолог и е обявен за византийски император (1328 – 1341). Самостоятелното му управление е съпътствано от редица военни неуспехи: османците завладяват важните малоазийски крепости Никея и Никомедия и превръщат Византия в изцяло балканска държава. Андроник III обаче успява да присъедини Епир (1337) и да защити с помощта на родственика си Йоан VI Кантакузин своите граници от претенциите на България и Сърбия. Дава нов тласък на корабостроенето и се бори срещу пиратските нападения на малоазийските турски емири. Връща си остров Хиос от фамилията Закария (1329) и възстановява византийската власт над Лесбос и Фокея. По това време изключителна популярност си спечелват учението и практиката на исихастите – византийски мистици и аскети.
Андроник III Палеолог се жени през 1318 г. за Ирина (Аделаида) (1293 – 1324), дъщеря на херцог Хайнрих I фон Брауншвайг-Грубенхаген, от която има един рано починал син. След като овдовява, сключва втори брак (1326) с Анна (1306 – 1345), дъщеря на граф Амадей V ди Савоя, от която има четири деца:
1. Йоан V Палеолог (18.6.1332 – 16.2.1391), следващ император на Византия;
2. Михаил (* 1337), неженен;
3. Ирина (Мария), омъжена за Михаил IV Асен, син на българския цар Иван Александър;
4. Мария, омъжена за владетеля на остров Лесбос Франческо Гатилузио.

Андроник III Палеолог има и една извънбрачна дъщеря Ирина, сключила брак с трапезундския император Василий I Велики Комнин.

### Йоан V, Андроник IV и Йоан VII (1341 – 1391)
Андроник III Палеолог е наследен от първородния си син Йоан V Палеолог (1341 – 1354; 1355 – 1376; 1379 – 1391). За негова регентка е определена майка му Анна Савойска, която управлява с помощта на своя фаворит Алексий Апокавк. Срещу императрицата се обявява влиятелният военачалник Йоан Кантакузин, който през 1341 г. разпалва гражданска война. За да постигне успех в нея, той си служи с помощта на турски наемници. През 1346 г. претендентът е коронован в Адрианопол за василевс под името Йоан VI Кантакузин, а на следващата година влиза в Константинопол и поема управлението на империята. Йоан V е признат за негов съвладетел, но е държан далеч от държавните дела. Междувременно Византия окончателно губи сили поради успехите на сръбския цар Стефан Душан, всевластието на генуезците и установяването на османските турци в Галиполи през 1354 г. Новата гражданска война, избухнала между двамата императори, довежда до свалянето на Йоан VI Кантакузин от престола през 1355 г. Йоан V Палеолог остава единствен владетел в условията на всеобща разруха в държавата. Османският султан Мурад I завладява значителни територии в Източна Тракия и през 1365 г. премества столицата си в Адрианопол. През 1366 г. Йоан V заминава за Унгария, където безуспешно се опитва да получи военна помощ, а на връщане е пленен от българския цар Иван Александър. Получава свободата си благодарение на своя братовчед граф Амедео VI ди Савоя, който организира поход за неговото освобождение и прогонва временно турците от Галиполи. През 1369 г. императорът, когото османците отново поставят в безизходица, се отправя към Рим, за да издейства от папата подкрепа срещу тях. Приема католицизма и подписва уния, която обаче не просъществува дълго. След като не получава помощ от Запада, през 1373 г. Йоан V се признава за васал на султан Мурад I, което окончателно срива авторитета му. През 1376 г. е свален от власт и е хвърлен в затвора от сина си Андроник IV. През 1379 г. си възвръща короната, но след битката на Косово поле (1389) изпада в пълна зависимост от новия султан Баязид I.
Йоан V Палеолог се жени през 1347 г. за Елена (1333 – 1396), дъщеря на неговия съимператор Йоан VI Кантакузин, от която има пет деца:
1. Андроник IV Палеолог (11.4.1348 – 28.6.1385);
2. Мануил II Палеолог (27.7.1350 – 21.7.1425), бъдещ император на Византия;
3. Михаил (1351 – 1376), женен за дъщерята на добруджанския владетел Добротица, от която няма деца;
4. Теодор I (1355 – 1407), деспот на Морея от 1393 г., женен за Бартоломея, дъщеря на Нерио I Ачайуоли, от която няма деца;
5. Ирина, омъжена за Шахзаде Халил, син на османския емир Орхан I.[2]

Андроник IV Палеолог (1376 – 1379) първоначално е официален престолонаследник на Византия, но Йоан V Палеолог го лишава от това право заради отказа му да плати на венецианците откуп за освобождаването на баща си, пленен на връщане от Рим. Вдига бунт през 1373 г., но попада в ръцете на Йоан V, който го ослепява. Спечелил на своя страна султан Мурад I, Андроник IV превзема с османска помощ Константинопол, отнема короната на баща си и го поставя под стража. На свой ред Йоан V измолва помощ от султана и през 1379 г. за втори път си връща властта. Андроник IV се укрива в генуезкия квартал Галата, получава прошка от императора, но през 1385 г. отново въстава, бива разгромен и пленен и скоро след това умира. Андроник IV сключва брак през 1356 г. с Кераца-Мария († 1370), дъщеря на българския цар Иван Александър. Единственият му син Йоан VII (ок. 1370 – 22.9.1408) управлява град Силимврия в Източна Тракия. През 1390 г. с помощта на султан Баязид I влиза в Константинопол и е обявен за император, но след пет месеца е прогонен от столицата. Въпреки новия му неуспешен бунт през 1398 г. чичо му Мануил II Палеолог го оставя за свой наместник в Константинопол (1399 – 1403) по време на европейската си обиколка. Йоан VII успешно защитава града, подложен на обсада от турците, след което получава във владение Солун и остров Лемнос, както и титлата „император на Тесалия“. Неговата съпруга от 1397 г. е Ирина (Евгения) († 1440), дъщеря на лесбоския владетел Франческо II Гатилузио, ражда син Андроник V, издигнал по-късно претенциите си за императорския престол.

### Мануил II (1391 – 1425)
Йоан V Палеолог е наследен от втория си син Мануил II Палеолог (1391 – 1425). Новият василевс заминава за Западна Европа, за да търси помощ срещу своите противници, османците. Посещава Италия, Франция и Англия, но не постига никакъв резултат. Поражението, което султан Баязид I претърпява от монголите при Анкара през 1402 г., дава на Византия възможност да си отдъхне за малко и със собствени сили да оргенизира своята отбрана. В края на живота си императорът се признава за васал на султан Мурад II (1424) и се задължава да му плаща годишен данък. Умира на следващата година в манастир. През 1393 г. Мануил II Палеолог се жени за Елена († 1450), дъщеря на велбъждския деспот Константин Драгаш, от която има шест деца:
1. Йоан VIII Палеолог (17.12.1392 – 31.10.1448), следващ император на Византия;
2. Теодор II Палеолог (1396 – 1448), деспот на Морея;
3. Андроник (ок. 1400 – 1429), деспот на Солун, починал като монах;
4. Константин XI Палеолог (8.2.1405 – 29.5.1453), последният император на Византия;
5. Димитър Палеолог (1407 – 1470), деспот на Морея;
6. Тома Палеолог (1409 – 1465), Морея.[2]

### Йоан VIII (1424 – 1448)
След смъртта на Мануил II Палеолог короната наследява Йоан VIII (1425 – 1448). Изправен пред възродената мощ на Османската империя, той също се обръща за помощ към Запада и на Флорентинския събор през 1439 г. отново е сключена уния с Римската църква, на чието подписване василевсът присъства лично. Флорентинската уния е подложена на остра критика във Византия, а организираните срещу османците походи на полско-унгарския крал Владислав III Варненчик и трансилванския княз Янош Хуняди завършват с поражение през 1444 г. Йоан VIII умира от тревога след поредния разгром на Янош Хуняди на Косово поле през 1448 г. Императорът има три брака: 1411 г. с Анна (1393 – 1417), дъщеря на великия московски княз Василий I; 1421 г. със София (1396 – 1437), дъщеря на маркиз Теодоро II ди Палеолог-Монферат; 1427 с Мария († 1439), дъщеря на трапезундския император Алексий IV Велики Комнин. И от трите си съпруги Йоан VIII няма деца.

### Константин XI (1449 – 1453)
След смъртта на Йоан VIII на престола се възкачва по-малкият му брат Константин XI Палеолог (1449 – 1453), наричан също Драгаш. През 1452 г. османският султан Мехмед II започва обсада на Константинопол. останал без финансови средства и почти без войници, императорът защитава героично своята столица. Загива при последния щурм на града (29 май 1453), бранейки крепостните стени. Константинопол е превзет от турците и древната Византийска империя изчезва от картата на Европа. Константин XI палеолог-Драгаш няма деца от двете си съпруги: 1428 с Магдалена-Теодора († 1429), дъщеря на кефалонския владетел Леонардо II Токо, и 1441 с Катерина († 1442), дъщеря на Дорино I Гатилузио, сеньор на остров Лесбос.

### Византийски императори
- 1261 – 1282: Михаил VIII Палеолог (1224 – 11.12.1282), син на Андроник Комнин Палеолог, император на Никея (1258 – 1261)
- 1282 – 1328: Андроник II Палеолог (25.3.1259 – 13.2.1332), син на Михаил VIII Палеолог
- 1295 – 1320: Михаил IX Палеолог (1277 – 12.10.1320), син на Андроник II Палеолог
- 1328 – 1341: Андроник III Палеолог (1297 – 15.6.1341), син на Михаил IX Палеолог
- 1341 – 1354; 1355 – 1376; 1379 – 1391: Йоан V Палеолог (18.6.1332 – 16.2.1391), син на Андроник III Палеолог
  - 1346 – 1355: Йоан VI Кантакузин (1292 – 1383), син на Михаил Кантакузин, деспот на Морея
- 1376 – 1379: Андроник IV Палеолог (11.4.1348 – 28.6.1385), първи син на Йоан V Палеолог
  - 1390: Йоан VII Палеолог (ок. 1370 – 22.9.1408), син Андроник IV Палеолог
- 1391 – 1425: Мануил II Палеолог (27.7.1350 – 21.7.1425), втори син на Йоан V Палеолог
- 1425 – 1448: Йоан VIII Палеолог (17.12.1392 – 31.10.1448), първи син на Мануил II Палеолог
- 1449 – 1453: Константин XI Палеолог (8.2.1405 – 29.5.1453), четвърти син на Мануил II Палеолог.[2]

## Владетели на Пелопонеското деспотство (Морея)
Византийската област Морея в Пелопонес запазва своята независимост още седем години. През 1407 г за неин деспот е определен Теодор II Палеолог (1407 – 1443), вторият син на император Мануил II Палеолог. От брака си с Клеофа Малатеста той има една дъщеря Елена (1428 – 1458), която става втора съпруга (1442) на кипърския крал Жан II дьо Люзинян.
След като Теодор II Палеолог се отказва от властта над Морея и получава в замяна управлението на Силимврия в Източна Тракия, за деспот е обявен най-малкият му брат Тома Палеолог (1443 – 1449). Той се жени през 1430 г. за Катерина, дъщеря на ахейския княз Чентурионе II Закария. Баща е четири деца:
1. Елена (1431 – 1473), омъжена (1446) за сръбския деспот Лазар Бранкович;
2. София (Зоя) (ок. 1455 – 1503), омъжена (1473) за великия московски княз Иван III;
3. Андрей (1453 – 1502), женен за Катерина;
4. Мануил 1455 – 1512), неженен.

Последен деспот на Морея е Димитър Палеолог (1449 – 1460), петият син на византийския император Мануил II Палеолог. По негово време османските турци слагта ръка и на неговото владение. Зеспотът взема за съпруга Зоя Параспондила, а след смъртта ѝ се жени за Теодора, дъщеря на византийския аристократ от български произход Павел Асен. Единствената му дъщеря Елена е взета в харема на султан Мехмед II.

## Клон Палеолог-Монферато

### Теодоро I и Джовани II (1305 – 1372)
Основоположник на клона Палеолог-Монферато е Теодоро I, син на византийския император Андроник II Палеолог и Ирина Монфератска. През лятото на 1305 г. младият византийски принц Теодор заминава за Италия с генуезки кораб. След пристигането си в Монферато е обявен за негов маркграф (маркиз) (1305 – 1338). Теодоро I бързо се приспособява към западноевропейския начин на живот. Това не му пречи два пъти да посети Византия – през 1316 – 1318 и през 1325 г. През 1306 г. той сключва брак с генуезката Арджентина Спинола, от която има две деца:
1. Джовани II (5.2.1321 – 20.3.1372);
2. Йоланта (1318 – 1342), омъжена (1330) за граф Аймоне I ди Савоя (1291 – 1343).

След смъртта на Теодоро I владението Монферат е наследено от сина му Джовани II (1332 – 1372). Той разширява своите територии за сметка на земите на миланския херцог Джовани Висконти. Маркизът пристига във Византия след смъртта на император Андроник III и завзема Солун и Енос под предлог, че тяхната сигурност е застрашена вследствие на узурпирането на властта от Йоан VI Кантакузин. Той остава не повече от месец във Византийската империя, но в своето завещание от 1372 г. уведомява наследниците си, че претенциите към Солун от страна на фамилията Полеолог-Монферато са съвсем законни. Маркизът е включен в плановете на папа Урбан V за кръстоносен поход в помощ на Византия. Джовани II се жени през 1337 г. за Сесилия дьо Комерж († 1354), а след нейната смърт се венчава през 1358 г. за Изабела, дъщеря на краля на Майорка Хайме III. От първия си брак има една дъщеря, а от втория се брак – трима синове:
1. Маргарита (1) (1346 – 1420), омъжена (1375) за Педро II, граф де Урхел (1340 – 1408);
2. Одоне (Секондото) III (2) (1358/61 – 16.12.1378), следващ маркиз на Монферато;
3. Джовани III (2) (ок 1362 – 25.8.1381), бъдещ маркиз на Монферато;
4. Теодоро II (2) (1364 – 2.12.1418), бъдещ маркиз на Монферат.[1][1][3]

### Одоне (Секондото) III, Джовани III, Теодоро II и Джан Джакомо (1372 – 1445)
Следващият владетел Одоне (Секондото) III (1372 – 1378) е едва деветгодишен, когато поема властта. Благодарение на своя покровител Ото фон Брауншвайг, успява да спре агресията на миланските Висконти. Херцогът на Милано Галеацо II е принуден да подпише през 1376 г. неизгоден за него мир, а дъщеря му Виоланта (ок. 1354 – 1386) се омъжва през 1377 г. за маркиз Одоне (Секондото) III. На следващата година владетелят на Монферато умира, убит от своя прислужник и не оставя наследници. На престола го наследява неговият брат Джовани III (1378 – 1381). Подобно на по-големия си брат той ръководи делата в държавата си под опекунството на своя роднина и настойник – херцог Ото фон Брауншвайг. Три години по-късно младият маркиз е убит във войната между унгарци и неаполитанци.
Властта в Монферат остава за третия син на Джовани II, Теодоро II (1381 – 1418). По време на войната на Неаполитанското кралство с Унгария той е заложник при Висконтите в Милано. За да може да поеме управлението на наследствените си земи, Теодоро II е принуден да отстъпи на миланския владетел град Асти. Веднага след смъртта на херцог Галеацо II той се възползва от междуособиците, които избухват в Милано, съюзява се с граф Амедео VII Савойски и обявява война на новия владетел Джовани Мария Висконти. През 1410 г. помага на Генуа при изгонването на френските войски и морската република го обявява за главнокомандващ на града. [[Теодоро II (Монферат)|Теодоро II] се жени три пъти. Първият му брак е с Арджентина Маласпина († 1387). След нейната смърт той взема за съпруга през 1393 г. Жана дьо Бар, а накрая, за да заздрави отношенията си със Савоя, се жени през 1403 г. за малолетната Маргарита (1390 – 1464), дъщеря на княза на Ахея Амедей Савойски. от втория си брак има две деца: Джан Джакомо (23.3.1395 – 12.3.1445), следващ маркиз на Монферато и София (1396 – 1437), омъжена (1421) за бъдещия византийски император и неин далечен сродник Йоан VIII Палеолог. Неиздържала на ежедневните унижения, подмятания и обиди в ромейската столица, младата италианка напуска Константинопол през 1425 г. с помощта на генуезки кораб и се завръща в своята родина. До края на дните си живее уединено зад манастирските стени.
Нейният брат Джан Джакомо (1418 – 1445) става следващия маркиз на Монферато. В това време Милано отново печели надмощие. Положението в града вече се контролира не от Висконтите, а от наемниците на кондотиера Франческо I Сфорца. опитът на Джан Джакомо да му се противопостави, като се съюзи с Флоренция и Венеция, се оказва неуспешен. Франческо I Сфорца завладява по-голямата част от Монферато, като свободна остава само столицата Казале. В това затруднено положение Джан Джакомо се обръща за помощ към граф Лодовико I Савойски. С обединените усилия на Монферато, Венеция и Савоя Франческо I Сфорца е победен и принуден да върне заграбените територии. През 1411 г. Джан Джакомо се жени за Джована (1392 – 1460), дъщеря на граф Амедео VII Савойски. От този брак се раждат шест деца:
1. Джовани IV (24.6.1413 – 29.1.1464), следващ маркиз на Монферато;
2. Гулиелмо VIII (19.7.1420 – 27.2.1483), бъдещ маркиз на Монферато;
3. Бонифачо III (13.6.1424 – 31.1.1494), бъдещ маркиз на Монферато;
4. Теодоро (1425 – 1481), абат в Лучедио от 1467, кардинал от 1467, епископ на Казале от 1475;
5. Изабела (1427 – 1475), омъжена (1435) за маркиза на Салуцо Лудовико I (1406 – 1475);
6. Амадея (1429 – 1440), втора съпруга (1435/1440) на кипърския крал Жан II дьо Люзинян.[1][3]

### Джовани IV, Гулиелмо VIII и Бонифачо III (1445 – 1494)
Най-големият син на Джан Джакомо, Джовани IV (1445 – 1464), наследява властта в Монферато. След смъртта на баща си той напуска двора на савойските графове, където е заложник, и се завръща в родината си, за да поеме управлението. През 1458 г. Джовани IV сключва брак с Маргарита (1439 – 1483), дъщеря на граф Лодовико I Савойски, но от него се ражда само една дъщеря – Елена-Маргарета (1459/64 – 1496), омъжена (1480) за херцог Викторин фон Мюнстерберг и Тропау.
Поради липса на синове маркиз Джовани IV е наследен от по-малкия си брат Гулиелмо VIII (1464 – 1483), който успява временно да отхвърли зависимостта от Савойската династия. Той се жени три пъти: 1. 1465 – за Мария († 1467), дъщеря на граф Гастон IV дьо Фоа, от която има една дъщеря; 2. 1469 – за Елизабета-Мария (1453 – 1472), дъщеря на херцога на Милано Франческо I Сфорца, от която има две дъщери; 3. 1474 – за Жана Бернардина (1450 – 1485), дъщеря на Жан I дьо Брес, граф на Пентиевр, от която няма деца:
1. Джована (1) (1466 – 1490), омъжена (1481) за маркиз Луиджи II ди Салуцо (1429 – 1504);
2. Лукреция (2) (1470 – 1508), омъжена (1495) за Риналдо д’Есте (ок. 1435 – 1503);
3. Бианка (2) (1472 – 1519), омъжена (1485) за херцог Карло I Савойски (1468 – 1490).[1][3]

Тъй като Гулиелмо VIII няма син, над неговото владение надвисва друга опастност. Претенции към наследството на фамилията Палеолог-Монферато предявяват нейните далечни роднини и съседи, маркизите на Салуцо. заграбването на земите е предотвратено от най-малкия син на маркиз Джовани IV, Бонифачо III (1483 – 1494).Новият владетел се жени три пъти: 1. 1470 – за Орвиетина (1455 – 1482), дъщеря на дожа на Генуа Пиетро II, от която няма деца; 2. 1483 – за Елена (1460 – 1484), дъщеря на дъщеря на Жан I дьо Брес, граф на Пентиевр, от която също няма деца; 3. 1485 – за Мария Бранкович (1466 – 1495), дъщеря на сръбския деспот Стефан Бранкович, която ражда двама синове:
1. Гулиелмо XI (IX) (10.8.1486 – 4.10.1518), следващ маркиз на Монферато;
2. Джовани Джорджо (20.1.1488 – 30.4.1533), бъдещ маркиз на Монферато.[1][3]

### Гулиелмо XI(IX), Бонифачо IV и Джовани Джорджо (1494 – 1533)
Когато поема властта след смъртта на баща си, Гулиелмо XI (IX) (1494 – 1518) е едва на осем години и управлява под опеката на своята майка и на чичо си Константин Арианити. Младият маркиз смята, че отношенията с една велика сила като Франция трябва да бъдат още по-близки. Поради тази причина той се жени през 1508 г. за Ана д’Алансон (1492 – 1562), племеница на френския крал. Франция е приятно изненадана от появата на такъв неочакван приятел. Крал Шарл VIII вижда в Монферато опорна точак, откъдето може да започне завладяването на Неаполитанското кралство. През 1518 г. Гулиелмо XI (IX), отдавна измъчван от туберкулоза, умира. Той има три деца:
1. Мария (1509 – 1530), монахиня в Казале;
2. Маргарита (1510 – 1566), омъжена (1531) за херцога на Мантуа Федерико II Гонзага (1500 – 1540);
3. Бонифачо IV (21.9.1512 – 6.6.1530), абат в Лучедио (1507 – 1518), епископ на Казале (1517 – 1518), следващ маркиз на Монферато.[1][3]

Управлението на Бонифачо IV (1518 – 1530), започнало с регентството на майка му и неговият чичо Джовани Джорджо, завършва трагично, когато по време на лов той пада от коня си умира. На престола го замества чичо му Джовани Джорджо (1530 – 1533). Принуден да се възкачи на трона, болният от туберкулоза маркиз, бивше духовно лице, е притиснат от своите поданици да създаде семейство. След тригодишно управление той се съгласява да се ожени (29 март 1533) за Джулия (1492 – 1542), дъщеря на неаполитанския крал Федерико I. Само след един месец маркизът умира. Последната представителка на фамилията Палеолог-Монферато, Маргарита, предава всичките си владения на своя съпруг, херцога на Мантуа Федерико II Гонзага.

### Маркграфове (маркизи) на Манферато
- 1305 – 1338: Теодоро I (1291 – 21.4.1338), син на византийския император Андроник II;
- 1338 – 1372: Джовани II (5.2.1321 – 20.3.1372), син на Теодоро I;
- 1372 – 1378: Одоне (Секондото) III (1358/61 – 16.12.1378), първи син на Джовани II;
- 1378 – 1381: Джовани III (ок 1362 – 25.8.1381), втори син на Джовани II;
- 1381 – 1418: Теодоро II (1364 – 2.12.1418), трети син на Джовани II;
- 1418 – 1445: Джан Джакомо (23.3.1395 – 12.3.1445), син на Теодоро II;
- 1445 – 1464: Джовани IV (24.6.1413 – 29.1.1464), първи син на Джан Джакомо;
- 1464 – 1483: Гулиелмо VIII (19.7.1420 – 27.2.1483), втори син на Джан Джакомо;
- 1483 – 1494: Бонифачо III (13.6.1424 – 31.1.1494), трети син на Джан Джакомо;
- 1494 – 1518: Гулиелмо XI (IX) (10.8.1486 – 4.10.1518), първи син на Бонифачо III;
- 1518 – 1530: Бонифачо IV (21.9.1512 – 6.6.1530), син на Гулиелмо XI (IX);
- 1530 – 1533: Джовани Джорджо (20.1.1488 – 30.4.1533), втори син на Бонифачо III.[3]